# یان اولشفسکی
یان فردیناند اولشفسکی (لهستانی: Jan Ferdynand Olszewski؛ زادهٔ ۲۰ اوت ۱۹۳۰ – درگذشتهٔ ۷ فوریه ۲۰۱۹) یک سیاست‌مدار و وکیل اهل لهستان بود. وی از دسامبر ۱۹۹۱ تا ژوئن ۱۹۹۲ نخست‌وزیر این کشور بود.
وی در نوجوانی از نیروهای مقاومت لهستانی در جنگ جهانی دوم بوده و در قیام ورشو نیز شرکت داشته است.